# Émile Frédéric Nicolle
Ne doit pas être confondu avec le peintre Victor-Jean Nicolle (1754-1826).
Pour les articles homonymes, voir Nicolle.
Émile Frédéric Nicolle, né 1er mars 1830 à Rouen et mort le 15 août 1894 à Saint-Valery-en-Caux, est un peintre et graveur français.

## Biographie
Émile Nicolle fait ses études au collège de Rouen. Peintre de marines, de paysages et de natures mortes ainsi que graveur de scènes locales de village, Émile Frédéric Nicolle exerçait la profession de courtier maritime au Havre et à Rouen. Homme arrivé, Nicolle sut mettre sa réussite dans les affaires au service de ses talents artistiques.

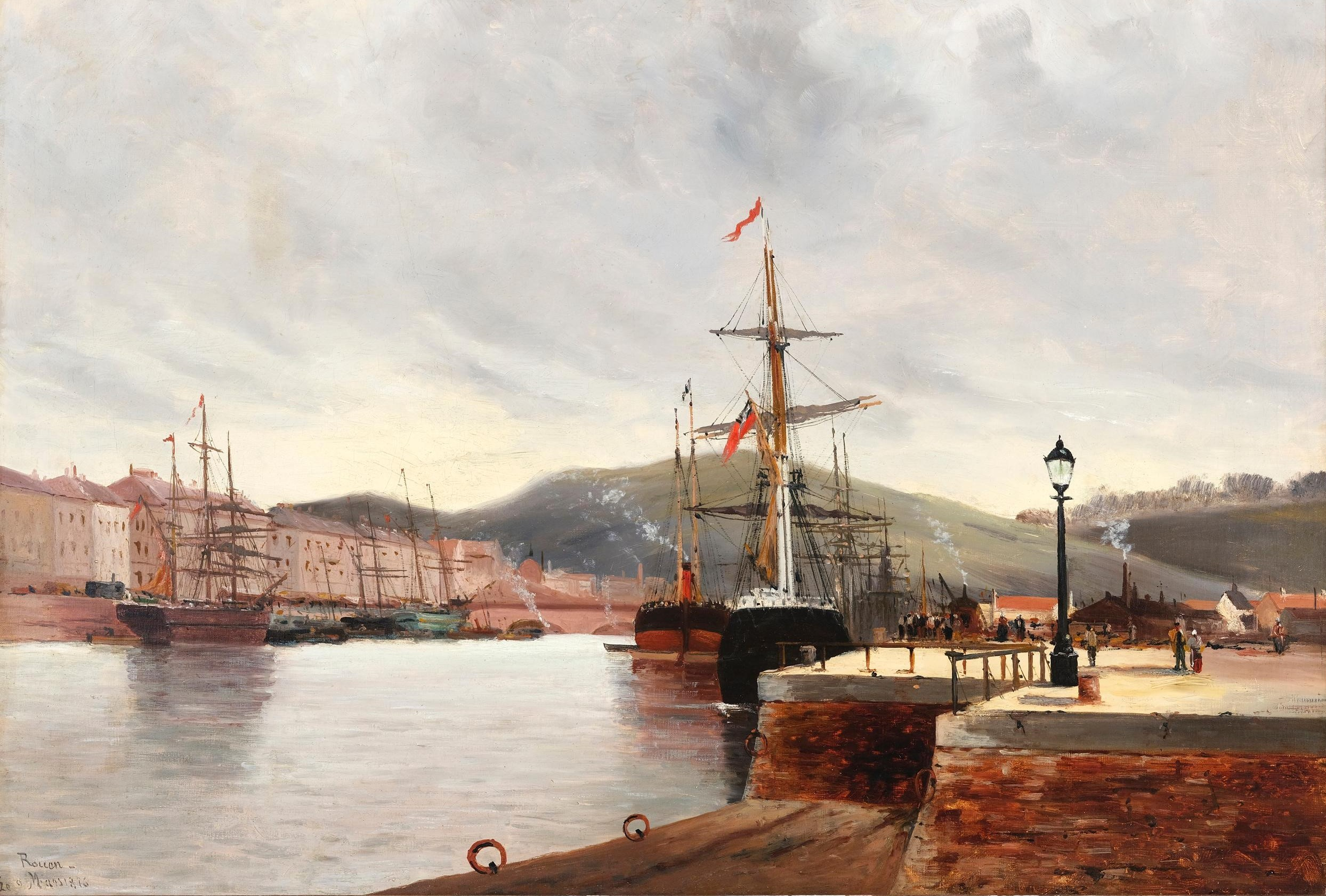
Port de Rouen, 1876.

Nicolle, qui prenait les ports où il travaillait et les paysages entre ceux-ci et Berville pour sujets, a commencé à exposer à Rouen à partir de 1864. 
Nicolle a également joué un rôle majeur dans l’art en tant que grand-père maternel du peintre, sculpteur et auteur Marcel Duchamp, du peintre et graveur cubiste Jacques Villon, du sculpteur Raymond Duchamp-Villon et de la peintre Suzanne Duchamp. Alors que ceux-ci étaient encore jeunes, Nicolle leur a donné une formation artistique et payé une partie de leurs études. 
En 1886, il est l'un des membres fondateurs de la société des Amis des monuments rouennais.
La quasi-totalité des tableaux de Nicolle est aujourd’hui la propriété du musée de Rouen car celui-ci ne les vendait pas, les gardant ou les donnant à sa famille, ses amis ou ses relations professionnelles. 
Il a néanmoins effectué des dessins et gravures destinés à la copie et à la publication. On lui doit ainsi toute une série de gravures du vieux Rouen et de paysages normands. En 1931, Jacques Villon, son petit-fils, vendit à la chalcographie du musée du Louvre 129 cuivres gravés de son grand-père.
Il repose au cimetière monumental de Rouen.

## Distinctions
- Officier d'académie

## Œuvres
- Deux Jeunes Filles normandes, Musée des beaux-arts de Rouen.
- La Route de Berville, Musée des beaux-arts de Rouen.
- Les Arbres d’Ectot, Musée des beaux-arts de Rouen.
- Mère et fille normandes, Musée des beaux-arts de Rouen.
- Vue de Damville, Musée des beaux-arts de Rouen.
- Le « John Hasbrouck » dans le port de Rouen, 1877, Vallejo Maritime Gallery.